# Templo Thiruvambadi Sri Krishna
El templo Thiruvambadi Sri Krishna (malayalam: തിരുവമ്പാടി ക്ഷേത്രം), es un templo hindú situado en la ciudad de Thrissur del estado de Kerala, en la India. El templo es uno de los dos grupos rivales que participan en el Thrissur Pooram, el mayor festival local en Kerala. El templo está situado a 1 km al norte del templo Vadakkunnathan, la sede del festival.

## Historia
Según la leyenda, aproximadamente en el Siglo XVI, una chica perteneciente a la familia Moose se enamoró de un joven de otra creencia religiosa creando una gran tensión entre los habitantes del pueblo. Los conflictos entre estas familias se convirtieron en una parte de la vida del pueblo. Algunos de los aldeanos, previendo los disturbios comunales decidieron salvar a los ídolos del templo de la destrucción llevándoselos a Kachanappilli Mana donde sólo vivía una pareja, triste por no poder tener hijos. Cuando la pareja observó al ídolo del Dios Krishna lo consagraron como su hijo dentro de sus instalaciones.

## Festivales
Los principales festivales que se celebran en el templo Thiruvambadi Sri Krishna son:
- Sree Krishna Jayanti.
- Navaratri.
- Kalampattu.
- Vaukunda Ekadasi.
- Thiru Utsava.
- Sahsrakalasam.
- Prathishta Day.
- Thrissur Pooram.
- Rigveda Archana.
- Laksharchana.

## Notas

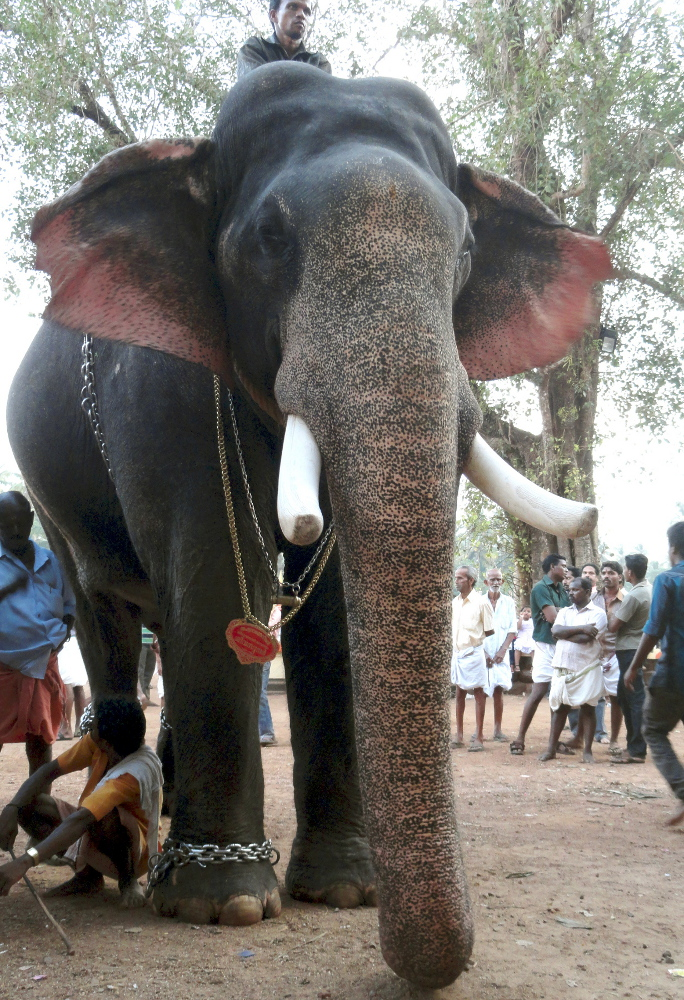
Fotografía de 2012 del famoso elefante Thiruvambady Shivasundar perteneciente al templo Thiruvambadi Sri Krishna